# علی بونگو
علی بونگو اوندیمبا (به انگلیسی: Ali Bongo Ondimba) علی بونگو اوندیمبا (زاده‌شده با نام آلن برنارد بونگو؛ ۹ فوریه ۱۹۵۹)، که گاهی علی بونگو هم نامیده می‌شود، سیاستمدار گابنی است که از سال ۲۰۰۹ تا ۲۰۲۳، سومین رئیس‌جمهور گابن بود. او عضو حزب دموکراتیک گابن و فرزند عمر بونگو است که از سال ۱۹۶۷ تا زمان مرگش در سال ۲۰۰۹، رئیس‌جمهور گابن بود. در دوران ریاست‌جمهوری پدرش، وی از سال ۱۹۸۹ تا ۱۹۹۱ وزیر امور خارجه، در مجلس ملی از سال ۱۹۹۱ تا ۱۹۹۹ به‌عنوان معاون نماینده بونگویل و از سال ۱۹۹۹ تا ۲۰۰۹، وزیر دفاع بود. پس از مرگ پدر، او در انتخابات ۲۰۰۹ پیروز شد. علی بونگو در انتخابات ریاست‌جمهوری گابن (۲۰۱۶)، که با بی‌نظمی‌های متعدد، دستگیری‌ها، نقض حقوق بشر و تظاهرات و خشونت‌های پس از انتخابات همراه بود، دوباره انتخاب‌شد. در ۳۰ اوت ۲۰۲۳، به‌دنبال نتایج انتخابات سراسری گابن (۲۰۲۳)، ارتش انتخابات را باطل کرد و در یک کودتای نظامی بونگو را از ریاست‌جمهوری برکنار نمود و قدرت را تحت کنترل خونتای نظامی قرار داد. ژنرال بریس کلوتایر اولیگی نگئما به عنوان رئیس‌جمهور انتقالی اعلام شد.
به دنبال مرگ عمر بونگو در سن ۷۳ سالگی در ژانویه ۲۰۰۹، «رزه فرانسین»، رئیس‌جمهور موقت این کشور از ژوئن تا اکتبر ۲۰۰۹ شد و پس از آن انتخابات زودهنگام ریاست جمهوری در اوت ۲۰۰۹ برگزار شد، علی بونگو نامزد حزب دموکرات گابن (PDG) توانست بر رقیب خود «آندره امبا اوبامه»، وزیر کشور سابق گابن و «پیر مامبوندو»، کاندیدای اپوزیسیون، پیروز شود.
مردم گابن به نتایج انتخابات ریاست جمهوری ۲۰۰۹، علیه علی بونگو اعتراض کردند. معترضان به نتایج انتخابات ریاست جمهوری، علاوه بر به آتش کشیدن کنسولگری فرانسه در این شهر، به غارت و چپاول مغازه‌ها پرداختند.
تحلیل‌گران سیاسی دوره طولانی حکومت عمر بونگو را نشانگر حمایت فرانسه از او می‌دانند؛ وی تا زمان مرگش نماد نفوذ فرانسه در آفریقا بود. فرانسه حدود هزار نیروی نظامی خود را در گابن مستقر کرده‌است که اغلب آنها در لیبرویل حضور دارند.
در تاریخ ۳۱ اکتبر ۲۰۱۸ پس از این که وی برای شرکت در داوس صحرا به عربستان سعودی سفر کرده و قرار بود به کشورش بازگردد، رسانه‌های گابن بدون نشان دادن عکسی یا تصویری از وی، اعلام کردند که او به کشور دیگری نرفته و در عربستان نیز نمانده‌است بلکه در اثر خستگی طولانی مدت در بیمارستان بستری است احتمال می‌رود که او سکته کرده باشد یا سرنوشتی مانند حریری داشته باشد.